# Mangan(II)-acetat
Mangan(II)-acetat ist eine chemische Verbindung aus der Gruppe der Manganverbindungen und Acetate mit der Konstitutionsformel Mn(CH3COO)2.

## Gewinnung und Darstellung
Mangan(II)-acetat kann durch Reaktion von Essigsäure mit Mangan(II,III)-oxid oder Mangan(II)-carbonat gewonnen werden.
{\displaystyle \mathrm {Mn_{3}O_{4}+2\ CH_{3}COOH\rightarrow Mn(CH_{3}COO)_{2}+Mn_{2}O_{3}+H_{2}O} }
{\displaystyle \mathrm {MnCO_{3}+2\ CH_{3}COOH\rightarrow Mn(CH_{3}COO)_{2}+CO_{2}\uparrow +H_{2}O} }
Wird Mangan(II,III)-oxid als Ausgangsstoff verwendet, dann entsteht Mangan(III)-oxid als Nebenprodukt. Mangan(II)-acetat entsteht ebenso durch Reduktion von Mangan(III)-acetat.
Die wasserfreie Form kann durch Reaktion von Essigsäureanhydrid und Mangan(II)-nitrat gewonnen werden.

## Eigenschaften
Mangan(II)-acetat ist ein blassrosafarbener Feststoff, der sich bei Temperaturen größer 300 °C zersetzt.

## Verwendung
Mangan(II)-acetat wird als Sikkativ, Düngemittel, Sauerstoff-Überträger, Katalysator sowie als Gerberei- und Textilhilfsmittel verwendet.